# Richard Whately
Richard Whately, född den 1 februari 1787 i London, död den 8 oktober 1863, var en engelsk teolog.
Whately studerade i Oxford och blev 1825 president vid S:t Alban's hall där. Han tillhörde den frisinnade riktning inom episkopalkyrkan, som kallas "broad church". Till följd av sina åsikter var han illa anskriven hos de strängt ortodoxa. På samma gång låg han även i strid med den negativa kritiken med dess förkastande av bibelns under. Med användning av samma principer, som Hume tillämpat vid bedömandet av dessa, bevisade Whately i en satir, Historic doubts relative Napoleon Bonaparte (1819), som väckte mycket uppseende, att Napoleon I aldrig existerat, utan var blott en myt. 
Whately ägnade sig med framgång även åt nationalekonomiska studier och utnämndes 1829 till professor i nationalekonomi i Oxford samt antog platsen för att, i den mån han kunde, bekämpa de antikristligas ansträngningar att rycka till sig nationalekonomin, en vetenskap, som syntes honom så viktig, "att inom kort politiska ekonomer av någon skola skulle styra världen". 
År 1831 blev Whately ärkebiskop av Dublin, där hans ställning blev synnerligen svår emellan å ena sidan den katolska irländska befolkningen och å den andra protestanterna, som misstrodde honom för hans latitudinarism och arbete för katolikernas emancipation. Han verkade likväl för ett bättre förhållande mellan katoliker och protestanter och vann sympatier genom de ansträngningar att lindra nöden han och hans familj gjorde under nödåren 1846-1847. Så småningom förvärvade den för sitt uppträdande som fri protestant av de flesta illa sedde biskopen genom sin trogna ämbetsförvaltning aktning och kärlek.
Bland hans skrifter är att märka, utom den ovannämnda, The elements of logic (1825), Elements of rhetoric (samma år), Errors of romanism (1830; 5:e upplagan 1856), Essays on some of the peculiarities of the Christian religion (1825; 8:e upplagan 1880) och hans nationalekonomiska Introductory lectures (1831).